# Pales javana
Pales javana är en tvåvingeart som först beskrevs av Macquart 1851.  Pales javana ingår i släktet Pales och familjen parasitflugor. Inga underarter finns listade i Catalogue of Life.